# Holleman-Wiberg Lehrbuch der Anorganischen Chemie

Umschlag der 102. Auflage

Holleman-Wiberg: Lehrbuch der Anorganischen Chemie (kurz auch Holleman-Wiberg oder HoWi) ist eines der Standard-Lehrbücher der anorganischen Chemie im deutschen Sprachraum und erscheint im Verlag De Gruyter.

## Geschichte
Die erste Ausgabe wurde von dem niederländischen Chemiker Arnold F. Holleman im Jahr 1898 publiziert und erschien 1900 in Zusammenarbeit mit Wilhelm Manchot in einer deutschsprachigen Ausgabe. Holleman arbeitete bis zur 19. Auflage an dem Werk (1900–1927). Die 20. und 21. Auflage wurde in den Jahren 1930–1937 von Ernst H. Buchner betreut. Später wurde das Werk von der 22. Auflage bis zur 90. Auflage von Egon Wiberg und nach dessen Tod von seinem Sohn Nils Wiberg (91.–102. Auflage) weitergeführt.
Ab 1902 erschienen mehrere englischsprachige Ausgaben des Lehrbuchs bis hin zur aktuell 101. Auflage. Auch ins Italienische wurde es übersetzt. 1967 wurde es außerdem in das Serbokroatische übersetzt und in Zagreb verlegt.
Ab der 103. Auflage (2017) wurde das Werk erstmals in zwei Bände aufgeteilt. Es handelt sich um Band 1: Grundlagen und Hauptgruppenelemente und Band 2: Nebengruppenelemente, Lanthanoide, Actinoide, Transactinoide. Die zwei Bände haben insgesamt über 2.600 Seiten.

## Umfang und Inhalte
Der "Holleman-Wiberg" beinhaltet Informationen zu allen bekannten chemischen Elementen sowie deren anorganische und metallorganische Verbindungen. Es vermittelt sowohl Grundlagen- als auch Stoffwissen der anorganischen und metallorganischen Chemie. Die einzelnen Kapitel befassen sich elementweise mit Element- und Moleküleigenschaften sowie der Festkörper- und Kernchemie.
Die Aufteilung des umfassendes Lehrbuch ist in etwa wie folgt:
- 30 % des Buchtextes sind Grundlagen der Chemie
- 60 % sind Elemente und Verbindungen der anorganischen Chemie
- 10 % für metallorganische Chemie

## Liste der Auflagen
| Aufl.     | Titel                                                                                          | Autor(en) | Verlag, Ort                               | Jahr | ISBN                                                                                       | Seiten |
| --------- | ---------------------------------------------------------------------------------------------- | --- | ----------------------------------------- | ---- | ------------------------------------------------------------------------------------------ | ------ |
| 01.       | Lehrbuch der anorganischen Chemie für Studierende an Universitäten und technischen Hochschulen | A. F. Holleman, herausgegeben von Wilhelm Manchot                                                                         | Verlag von Veit & Co., Leipzig            | 1900 |                                                                                            | 439    |
| 02.       | Lehrbuch der anorganischen Chemie                                                              | Von A. F. Holleman, herausgegeben von Wilhelm Manchot                                                                     | Verlag von Veit & Co., Leipzig            | 1903 |                                                                                            | 426    |
| 03.       | Lehrbuch der unorganischen Chemie                                                              | Von A. F. Holleman | Verlag von Veit & Co., Leipzig            | 1905 |                                                                                            | 436    |
| 04.       | Lehrbuch der unorganischen Chemie                                                              | Von A. F. Holleman | Verlag von Veit & Co., Leipzig            | 1906 |                                                                                            | 450    |
| 06.       | Lehrbuch der unorganischen Chemie                                                              | Von A. F. Holleman | Verlag von Veit & Co., Leipzig            | 1908 |                                                                                            | 454    |
| 07.       | Lehrbuch der unorganischen Chemie                                                              | Von A. F. Holleman | Verlag von Veit & Co., Leipzig            | 1909 |                                                                                            | 461    |
| 08.       | Lehrbuch der unorganischen Chemie                                                              | Von A. F. Holleman | Verlag von Veit & Co., Leipzig            | 1910 |                                                                                            | 456    |
| 11.       | Lehrbuch der anorganischen Chemie                                                              | Von A. F. Holleman | Verlag von Veit & Co., Leipzig            | 1913 |                                                                                            | 464    |
| 12.       | Lehrbuch der anorganischen Chemie                                                              | Von A. F. Holleman | Verlag von Veit & Co., Leipzig            | 1914 |                                                                                            | 465    |
| 14.       | Lehrbuch der anorganischen Chemie                                                              | Von A. F. Holleman | Verlag von Veit & Co., Leipzig            | 1918 |                                                                                            | 472    |
| 19.       | Lehrbuch der anorganischen Chemie                                                              | Von A. F. Holleman | Verlag von Veit & Co., Leipzig            | 1927 |                                                                                            |        |
| 21.       | Lehrbuch der anorganischen Chemie                                                              | Von A. F. Holleman, bearbeitet von Ernst Hendrik Büchner                                                                  | Walter de Gruyter & Co., Berlin, Leipzig  | 1937 |                                                                                            | 496    |
| 24. & 25. | Lehrbuch der Chemie, erster Teil: Anorganische Chemie                                          | Von A. F. Holleman, völlig neubearbeitet von Egon Wiberg                                                                  | Walter de Gruyter & Co., Berlin           | 1945 |                                                                                            | 578    |
| 32. & 33. | Lehrbuch der Chemie, erster Teil: Anorganische Chemie                                          | Von A. F. Holleman, bearbeitet von Egon Wiberg                                                                            | Walter de Gruyter & Co., Berlin           | 1953 |                                                                                            | 635    |
| 34.–36.   | Lehrbuch der anorganischen Chemie                                                              | Begründet von A. F. Holleman†, bearbeitet von Egon Wiberg                                                                 | Walter de Gruyter & Co., Berlin           | 1955 |                                                                                            | 661    |
| 37.–39.   | Lehrbuch der anorganischen Chemie                                                              | Begründet von A. F. Holleman, bearbeitet von Egon Wiberg                                                                  | Walter de Gruyter & Co., Berlin           | 1956 |                                                                                            | 663    |
| 40.–46.   | Lehrbuch der anorganischen Chemie                                                              | Begründet von A. F. Holleman, bearbeitet von Egon Wiberg                                                                  | Walter de Gruyter & Co., Berlin           | 1958 |                                                                                            | 663    |
| 47.–56.   | Lehrbuch der anorganischen Chemie                                                              | Begründet von A. F. Holleman, bearbeitet von Egon Wiberg                                                                  | Walter de Gruyter & Co., Berlin           | 1960 |                                                                                            | 703    |
| 57.–70.   | Lehrbuch der anorganischen Chemie                                                              | Begründet von A. F. Holleman, bearbeitet von Egon Wiberg                                                                  | Walter de Gruyter & Co., Berlin           | 1964 |                                                                                            | 766    |
| 71.–80.   | Lehrbuch der anorganischen Chemie                                                              | Begründet von A. F. Holleman, bearbeitet von Egon Wiberg                                                                  | Walter de Gruyter & Co., Berlin           | 1971 | ISBN 3-11-006416-2                                                                         | 1209   |
| 81.–90.   | Lehrbuch der anorganischen Chemie                                                              | Begründet von A. F. Holleman, bearbeitet von Egon Wiberg                                                                  | Walter de Gruyter & Co., Berlin, New York | 1976 | ISBN 3-11-005962-2                                                                         | 1323   |
| 91.–100.  | Lehrbuch der anorganischen Chemie                                                              | Begründet von A. F. Holleman; Nils Wiberg; Egon Wiberg                                                                    | Walter de Gruyter & Co., Berlin, New York | 1985 | ISBN 3-11-007511-3                                                                         | 1451   |
| 101.      | Lehrbuch der anorganischen Chemie                                                              | Egon Wiberg; Nils Wiberg                                                                                                  | Walter de Gruyter & Co., Berlin, New York | 1995 | ISBN 3-11-012641-9                                                                         | 2033   |
| 102.      | Lehrbuch der anorganischen Chemie                                                              | Egon Wiberg; Nils Wiberg                                                                                                  | Walter de Gruyter & Co., Berlin, New York | 2007 | ISBN 978-3-11-017770-1                                                                     | 2149   |
| 103.      | Anorganische Chemie (Band 1 und 2)                                                             | Nils Wiberg (bis 102. Auflage) unter Mitwirkung von Michaela Krieger-Hauwede und Jen-Hui Chang; Sachregister Gerd Fischer | Walter de Gruyter & Co., Berlin, New York | 2017 | ISBN 978-3-11-049585-0 (Bd. 1) ISBN 978-3-11-049590-4 (Bd. 2) ISBN 978-3-11-051854-2 (Set) | 2600   |